# Maudaha
Maudaha is een stad en gemeente in het district Hamirpur van de Indiase staat Uttar Pradesh.

## Demografie
Volgens de Indiase volkstelling van 2001 wonen er 34.417 mensen in Maudaha, waarvan 53% mannelijk en 47% vrouwelijk is. De plaats heeft een alfabetiseringsgraad van 61%.